# أولف ستارك
أولف ستارك (بالسويدية: Ulf Stark)‏ (12 يوليو 1944 - 13 يونيو 2017) هو روائي وكاتب سيناريو وكاتب، وكاتب للأطفال، وشاعر سويدي، بدأ مشواره المهني سنة 1964، ويعتبر من أهم كتاب قصص الأطفال واليافعين في السويد والدول الاسكندنافية. بدأ نشر كتبه سنة 1975 برواية (بيتر والطائر الأحمر). كما عمل صحفياً في القسم الثقافي في صحيفة إكسبريسن. وألف رواية «الديكتاتور» للأطفال التي ترجمت للعربية.

## الوفاة
توفي في ستوكهولم، عن عمر يناهز 73 عاماً، بسبب سرطان البنكرياس.

## جوائز
حصل على جوائز منها:
- Nordic Council Children and Young People's Literature Prize [الإنجليزية]‏ (2017)[8]
- جائزة كتاب الأطفال لولاية شمال الراين وستفاليا  [لغات أخرى]‏ (2000)
- Nordic Children's Book Prize [الإنجليزية]‏ (1998)

## وصلات خارجية
- أولف ستارك على موقع IMDb (الإنجليزية)
- أولف ستارك على موقع قاعدة بيانات الأفلام السويدية (السويدية)
- أولف ستارك على موقع قاعدة بيانات الفيلم (الإنجليزية)
- أولف ستارك في قاعدة بيانات الأفلام على الإنترنت